# 발푸르기스의 밤

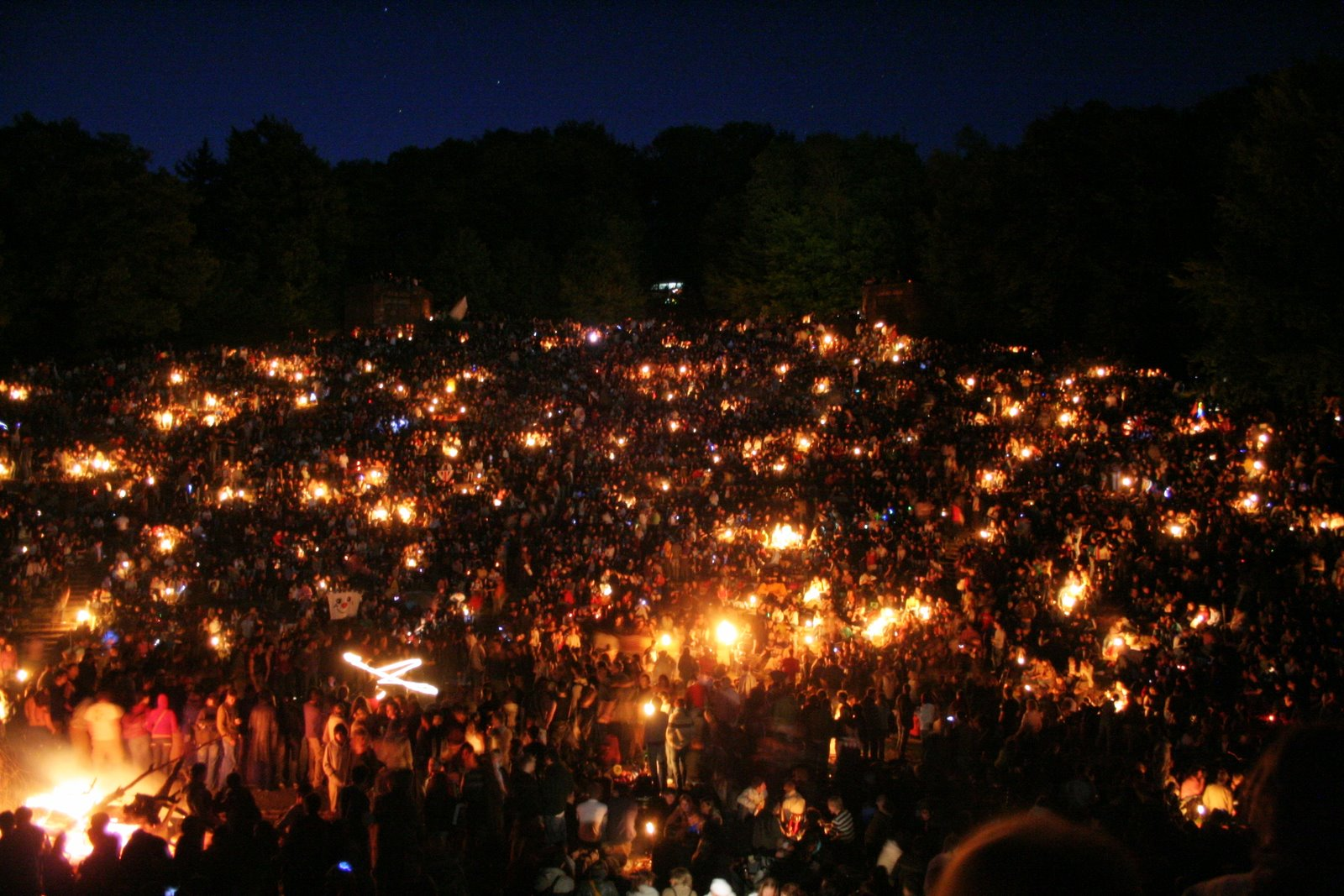
하이델베르그의 발푸르기스의 밤

발푸르기스의 밤(독일어: Sankt-Walpurgisnacht 발푸르기스나흐트[*], 영어: Saint Walpurgis Night, Saint Walpurga's Eve, Saint Walburga's Eve)은 중부 유럽과 북유럽에서 4월 30일이나 5월 1일에 널리 행하는 봄의 축제이다. 이날을 기념하는 행사로 춤과 함께 모닥불을 곁들인다.

## 명칭 및 기원

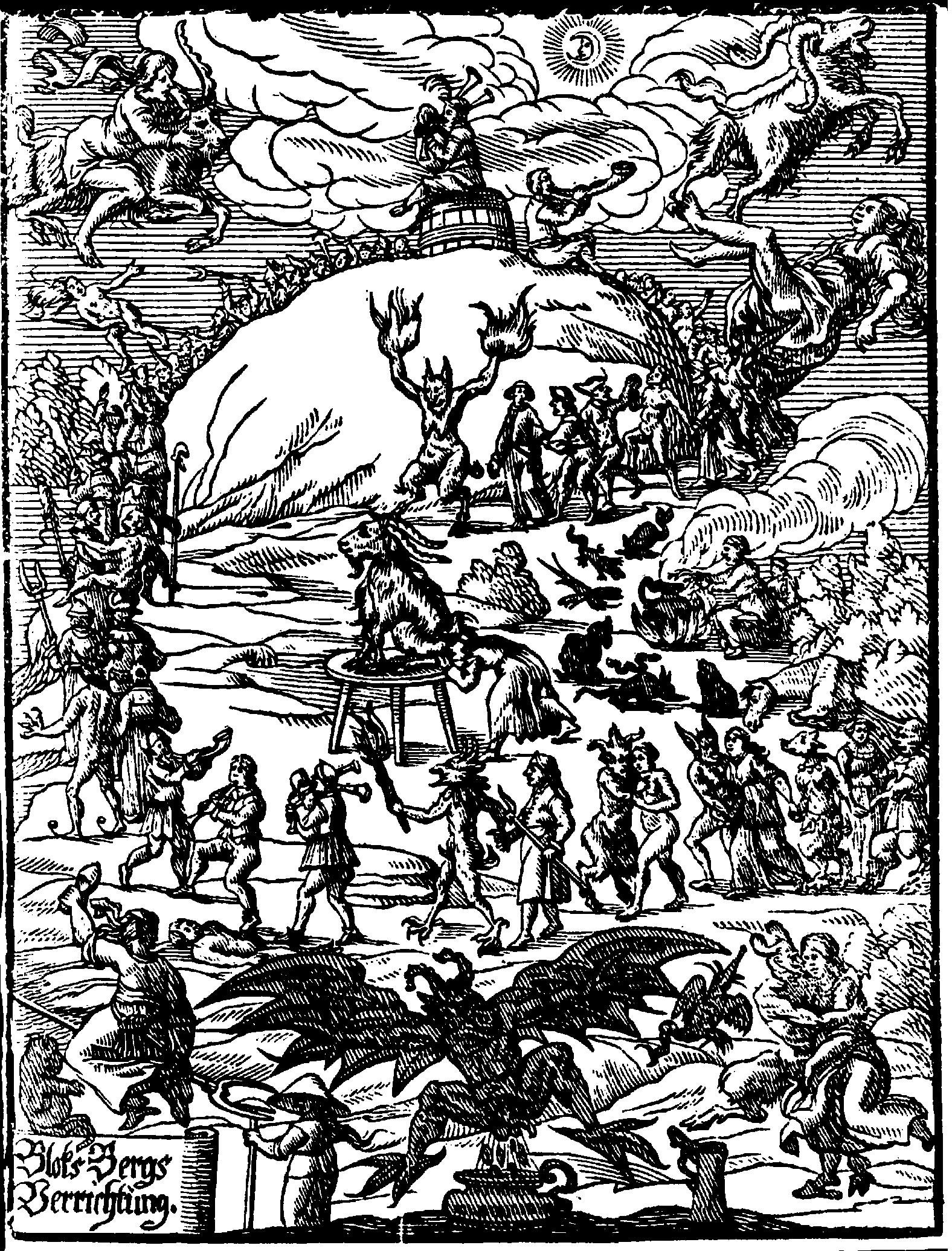
프레토리우스가 저술한 Blocksbergs Verrichtung 의 (1668) 표지 그림

발푸르기스의 밤은 독일에서는 발푸르기스나흐트(Walpurgisnacht), 네덜란드는 발퓌르히스나흐트(Walpurgisnacht), 스웨덴은 발보리스메소아프톤(Valborgsmässoafton), 핀란드는 바푸(Vappu), 에스토니아는 볼브리외(Volbriöö) 또는 발푸르기 외(Walpurgi öö), 리투아니아는 발푸르기요스 낙티스(Valpurgijos naktis), 라트비아는 발푸르주 낙츠(Valpurģu nakts) 또는 발푸르지(Valpurģi), 체코는 차로데이니체(čarodějnice) 또는 발푸르지나 노츠(Valpuržina noc) 등으로 불린다.
현재 이 축제를 기념하는 대부분의 명칭은 성 발부르가(Saint Walburga, 710 ~ 777/9)에서 유래하였다. 발부르가가 5월 1일(870년경) 성인으로 공포되었기에 노동절과 관련이 되었고, 특히 핀란드와 스웨덴 달력에서 그러했다. 전통적으로 춤을 추며 기념하는 노동절 저녁은 '발푸르기스의 밤'(발푸르가의 밤)이라 부르게 되었다.
독일에서는 17세기에 이날에 대한 기록이 남겨졌다. 예를 들면, 요하네스 프레토리우스(Johannes Praetorius)가 1668년 S. Walpurgis Nacht 또는 S. Walpurgis Abend를 저술하였다. 그보다 이른 시기에 5월 1일은 보통 (예를 들면, 1603년에 저술된 요하네스 콜러의 Calendarium Perpetuum) 야고보와 필립보를 기념하여 Jacobi Philippi로 불렀다.
노동절에 마법사와 마녀가 만나는 17세기 독일의 전통은 15세기와 16세기 문학에서의 악마의 연회에 대한 묘사에서 영향을 받았다.

## 각국의 행사

### 독일
독일에서는 4월 30일에서 5월 1일까지의 발푸르기스의 밤(Walpurgisnacht)은 마녀들이 브로켄에서 큰 축하 행사를 열고 봄이 오기를 기다리는 밤이다.

### 스웨덴

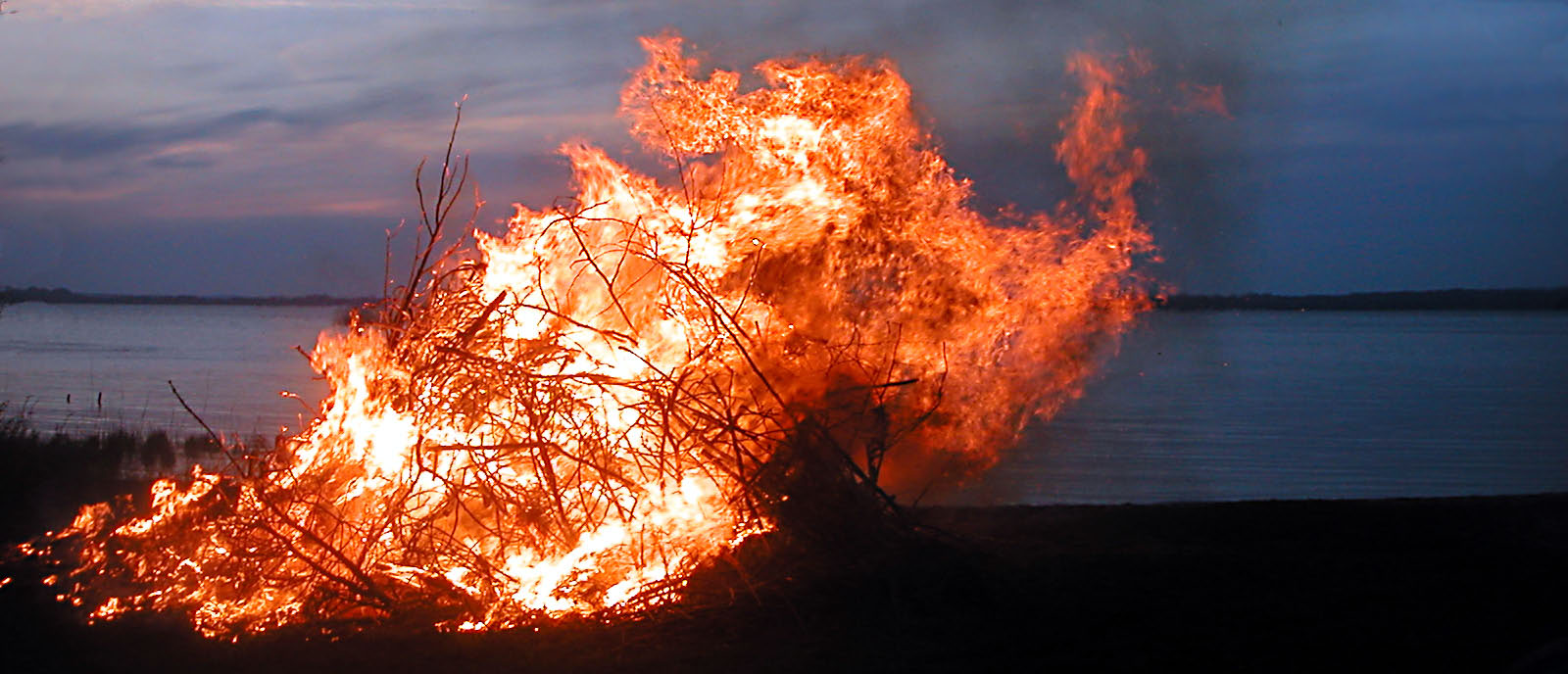
스웨덴 발푸르기스의 밤의 모닥불

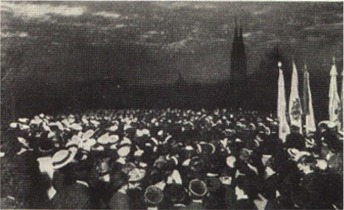
대부분이 전형적인 하얀 학생모를 쓴 학생들로 구성된 인파가 웁살라의 성에서 노래를 부르면서 전통적인 발푸르기스의 밤 기념 행사에 참여하고 있다. 웁살라 대성당의 검은 윤곽이 배경에 보인다. 우측으로는 깃발이 보인다. 1920년경의 사진.

스웨덴에서 발푸르기스의 밤(스웨덴어:Valborgsmässoafton 또는 축약하여 'Valborg')은 거의 공휴일이 되었다. 스웨덴에서의 기념 행사의 형식은 지방마다, 도시마다 다르다. 주요 행사 중 하나는 모닥불을 크게 밝히는 것으로, 이는 스베아랜드(Svealand)에서는 관습으로 정착되었고 우프란드(Uppland)에서는 18세기에 시작되었을 수 있다. 가축들이 발푸르기스의 밤에 풀을 뜯도록 놓아지고, 18세기 초 이후로는 모닥불('majbrasor', 'kasar')을 밝혀 포식 동물을 겁을 주어 쫓았다. 스웨덴 남부에서는, 현재 행하여지지 않는 옛 전통으로, 젊은이들이 황혼의 숲에서 녹색 나뭇잎과 가지를 모아 마을의 집들을 장식하는 데에 사용하였고, 이에 대하여 달걀이 상으로 주어졌다.

### 에스토니아
에스토니아에서는 4월 30일 밤에서 5월 1일 이른 시간까지 Volbriöö를 기념한다. 여기에서, 5월 1일은 공휴일이며, '봄의 날'(Kevadpüha)로 불린다. Volbriöö 는 에스토니아에 봄이 도착했음을 축하하는 중요하고 널리 행하는 행사이다. 독일 문화의 영향을 받아, 원래는 마녀들이 만나는 모임을 의미했다. 현대인들은 여전히 마녀 복장에 카니발 같은 분위기로 길을 배회한다.
Volbriöö 행사는 특히 에스토니아 남부의 대학 도시인 타르투에서 활발하다. 에스토니아의 학생 조합(협회나 클럽)의 학생들은 이 밤을 전통적인 타르투 거리를 지나는 행진으로 시작하며, 밤새 서로의 조합을 방문한다.

### 체코 공화국
체코 공화국에서는 4월 30일을 pálení čarodějnic (마녀 불태우기) 또는 čarodějnice라 부르며, 이 날은 나라 곳곳에서 누더기와 짚으로 만든 마녀 또는 (대가 긴) 빗자루만을 모닥불에 태워 겨울을 끝내는 의식을 치른다. 축제에서 체코인들은 먹고, 마시고, 타오르는 불 주위에서 즐겁게 지낼 수 있다.

### 핀란드
핀란드에서 발푸르기스의 날(Vappu)은 새해 전날 밤(새해 맞이)과 하지제와 함께 핀란드의 마을과 도시의 길거리에서 벌어지는 대형 사육제 형식의 축제이다. 기념 행사는 4월 30일 저녁에 시작하여 5월 1일까지 계속되는데, 전형적으로 발포주와 다른 알코올 음료를 엄청나게 소비한다. 학생들의 전통, 특히 공학도의 전통은 행사의 주요 특징 중 하나이다. 19세기 말부터 이러한 전통적인 상급생 축제가 대학생들에 의해 전용되었다. 많은 김나지움의 졸업생들은 모자를 쓴다. 또 다른 전통은, 집에서 빚은 벌꿀술인 시마(sima)를 금방 구운 도넛과 함께 먹고 마시는 것이다.

## 대중 메체에서
- 애니메이션 《마법소녀 마도카☆마기카》에서 등장하는 최악의 마녀의 이름으로, 작품 내에서는 “와루푸르기스노 요루”(일본어: ワルプルギスの夜)이다.

## 같이 보기
- 발타너
- 디왈리
- 오월제